# Chimantaea
Chimantaea là một chi thực vật có hoa trong họ Cúc (Asteraceae).

## Loài
Chi Chimantaea gồm các loài: